# Pattan
Pattan (o Patan) è una città dell'India di 11.409 abitanti, situata nel distretto di Baramulla, nel territorio del Jammu e Kashmir. In base al numero di abitanti la città rientra nella classe IV (da 10.000 a 19.999 persone).

## Geografia fisica
La città è situata a 34° 10' 0 N e 74° 34' 0 E e ha un'altitudine di 1.552 m s.l.m..

## Società

### Evoluzione demografica
Al censimento del 2001 la popolazione di Pattan assommava a 11.409 persone, delle quali 5.925 maschi e 5.484 femmine. I bambini di età inferiore o uguale ai sei anni assommavano a 1.571, dei quali 709 maschi e 862 femmine. Infine, coloro che erano in grado di saper almeno leggere e scrivere erano 4.171, dei quali 2.614 maschi e 1.557 femmine.